# Коді (Небраска)
Коді (англ. Cody) — селище (англ. village) в США, в окрузі Черрі штату Небраска. Населення — 168 осіб (2020).

## Географія
Коді розташоване за координатами 42°56′16″ пн. ш. 101°14′56″ зх. д. / 42.93778° пн. ш. 101.24889° зх. д. (42.937747, -101.248921).  За даними Бюро перепису населення США в 2010 році селище мало площу 2,67 км², уся площа — суходіл.

## Демографія
Згідно з переписом 2010 року, у селищі мешкали 154 особи в 66 домогосподарствах у складі 43 родин. Густота населення становила 58 осіб/км².  Було 88 помешкань (33/км²).
Расовий склад населення:
| - 92,9 % — білих - 4,5 % — корінних американців |

До двох чи більше рас належало 2,6 %. Частка іспаномовних становила 0,0 % від усіх жителів.
За віковим діапазоном населення розподілялося таким чином: 27,9 % — особи молодші 18 років, 52,0 % — особи у віці 18—64 років, 20,1 % — особи у віці 65 років та старші. Медіана віку мешканця становила 45,0 року. На 100 осіб жіночої статі у селищі припадало 102,6 чоловіків;  на 100 жінок у віці від 18 років та старших — 101,8 чоловіків також старших 18 років.
Середній дохід на одне домашнє господарство  становив 53 380 доларів США (медіана — 46 250), а середній дохід на одну сім'ю — 70 249 доларів (медіана — 67 917). За межею бідності перебувало 7,8 % осіб, у тому числі 0,0 % дітей у віці до 18 років та 5,0 % осіб у віці 65 років та старших.
Цивільне працевлаштоване населення становило 74 особи. Основні галузі зайнятості: освіта, охорона здоров'я та соціальна допомога — 31,1 %, сільське господарство, лісництво, риболовля — 16,2 %, будівництво — 10,8 %, роздрібна торгівля — 9,5 %.